# Chris Anthony
Pas d'image ? Cliquez ici

a Compétitions nationales et continentales officielles uniquement.

b Matchs officiels uniquement.
Dernière mise à jour le 10 janvier 2024.
Chris Anthony, né le 23 juillet 1976 à Neath (pays de Galles), est un joueur international gallois de rugby à XV, évoluant au poste de pilier.

## Biographie
Chris Anthony débute avec l'équipe du pays de Galles de rugby à XV contre les États-Unis en 1997. Il obtient un total de 17 sélections, et participe au Tournoi des Cinq Nations 1999, ainsi qu'aux Tournoi des Six Nations 2001 et 2002.
En club, après avoir représenté diverses équipes amateures jusqu'en 2003, il joue pour les Newport Gwent Dragons jusqu'à la fin de sa carrière de joueur en 2006. Il devient ensuite instituteur.

## Sélection nationale
- 17 sélections entre 1997 et 2003 avec l'équipe du pays de Galles de rugby à XV.
- 1er match le 5 juillet 1997 contre les États-Unis.
- Sélections par année: 4 en 1997, 2 en 1998, 2 en 1999, 3 en 2001, 5 en 2002 et 1 en 2003.